# Кокорин, Станислав Михайлович
Станислав Михайлович Кокорин (род. 22 января 1990, Тюмень) — российский скалолаз, единственный в России 5-кратный призёр Чемпионатов мира. Первый в Тюменской области заслуженный мастер спорта, 3-кратный обладатель и серебряный призёр Кубка мира, 2-кратный призёр Всемирных игр в Колумбии - 2013 и в Польше - 2017, 2-кратный призёр Чемпионатов Европы, 2-кратный Чемпион России.
Станислав долгое время был лидером мирового рейтинга, 10 раз становился победителем этапов кубка мира, 5 раз серебряным и 4 раза бронзовым призёром. Экс-рекордсмен мира (6.07, 2012) и России (5.80, 2015) на эталонной трассе.
В 2022 году победил в проекте «Русский ниндзя» на телеканале «СТС».

## Биография

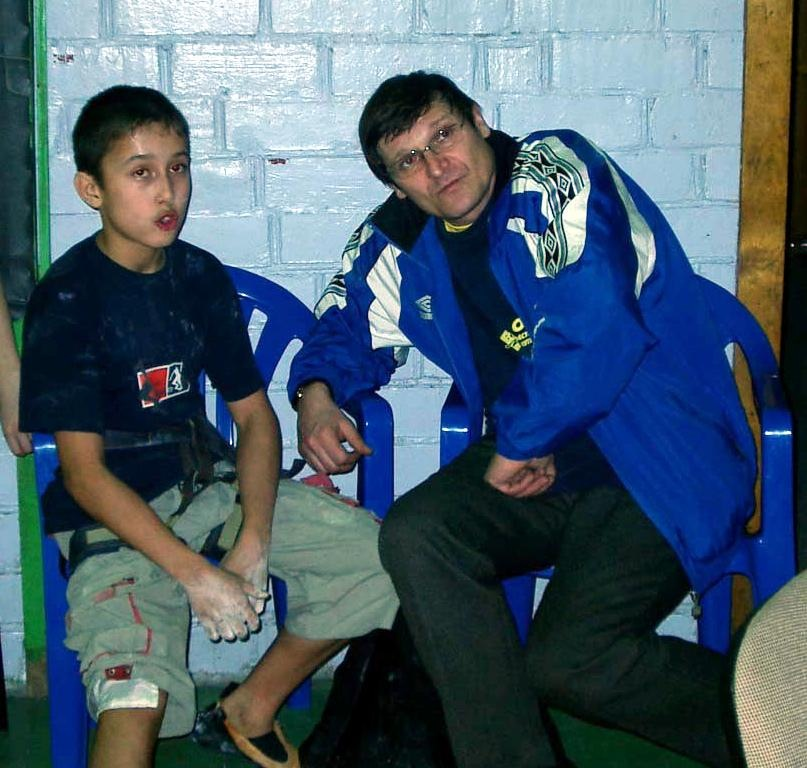
«12-летний Стас и его тренер Сергеев Сергей Сергеевич»

Станислав Кокорин родился в Тюмени, спортом начал заниматься с ранних лет – танцы, греко-римская борьба, карате.
В 2001 году, в возрасте 11 лет, начал заниматься скалолазанием в ДЮСШ «Алькор». Через 4 года выполнил норматив кандидата в мастера спорта на Первенстве России в Воронеже. Спустя ещё два года попал в молодёжную сборную команду России и выполнил норматив Мастера спорта РФ. В 2009 году закрепился в основе взрослой сборной РФ. В 2010 году стал обладателем Кубка мира и выполнил норматив мастера спорта международного класса. В 2012 и 2013 годах также становился обладателем Кубка мира. В 2013 году было присвоено звание заслуженного мастера спорта РФ. Имеет два высших образования: техническое и физкультурное. Работал тренером-преподавателем в ДЮСШ «Алькор» с 2012 по 2018 год. Разведён.
Завершил спортивную карьеру 31 января 2023 года.
Последний международный старт – ЭКМ в Сямыне, октябрь 2019. Последний российский старт - ЧР в Тюмени, март 2022.
В данный момент является директором отдела маркетинга Федерации скалолазания России.

## Образование
- В 2007 г. окончил среднюю общеобразовательную школу № 41 г. Тюмени.
- В 2012 г. окончил специалитет Института Транспорта (кафедра ТТС) Тюменского Государственного Нефтегазового Университета (ТюмГНГУ) и получил диплом по специальности инженер «Машины и оборудования природообустройства и защиты окружающей среды».
- В 2013 г. получил удостоверение ТюмГУ о повышении квалификации по программе «Технологии спортивной подготовки»
- В 2015 г. окончил магистратуру Института Транспорта (кафедра ТТС) Тюменского Государственного Нефтегазового Университета (ТюмГНГУ) и получил диплом по специальности инженер «Машины и оборудования природообустройства и защиты окружающей среды».
- В 2015 г. прошёл профессиональную переподготовку в ГАОУ ВО ТО «Тюменская государственная академия мировой экономики, управления и права» по программе «Менеджмент в сфере физической культуры, спорта и молодежной политики»
- В 2022 г. окончил МГИМО по программе «Мировой спорт: правовое регулирование, позиционирование и коммуникации»

## Награды
- 2018 г. — Лауреат конкурса «Спортивная элита Тюменской области» в номинации «Лучший спортсмен по Олимпийским видам спорта»
- 2017 г. — Лауреат конкурса «Спортивная элита Тюменской области» в номинации «Лучший спортсмен по видам спорта, не входящим в программу Олимпийских игр»
- 2015 г. — Благодарность ректора ТюмГНГУ О. А. Новоселова за высокие спортивные достижения и пропаганду здорового образа жизни среди студенческой молодежи
- 2014 г. — Благодарность директора департамента г. Тюмени Е. В. Хромина за высокие спортивные достижения и пропаганду здорового образа
- 2014 г. — Благодарность Председателя Тюменской городской Думы Д. В. Еремеева за высокие спортивные достижения и пропаганду здорового образа
- 2013 г. — Благодарность Министра спорта РФ В. Л. Мутко за успешное выступление на IX Всемирных играх 2013 года (г. Кали, Колумбия)
- 2013 г. — Победитель конкурса «Спортивная элита Тюменской области» в номинации «Лучший спортсмен по видам спорта, не входящим в программу Олимпийских игр»
- 2012 г. — Благодарность Полномочного представителя Президента Рф в Уральском федеральном округе И.Холманских за высокие спортивные достижения и пропаганду здорового образа
- 2010 г. — Победитель городского смотра конкурса «Гордость Тюмени»
- 4-кратный стипендиат Тюменской области (2008, 2009, 2010, 2011)

## Звания
- Приказом Минспорттуризма РФ от 23 мая 2008 года № 33-нг присвоено спортивное звание «Мастер спорта России»
- Приказом Минспорттуризма РФ от 23 мая 2011 года № 76-нг присвоено спортивное звание «Мастер спорта России международного класса»
- Приказом Минспорттуризма РФ от 22 апреля 2013 года № 45-нг присвоено спортивное звание «Заслуженный Мастер спорта России»

## Достижения
| Место   | Чемпионат мира | Дисциплина           | Ссылка                                      |
| ------- | -------------- | -------------------- | ------------------------------------------- |
| 7       | Синин-2009     | скорость             | Все победы Жонга на ЧМ                      |
| 15      | Синин-2009     | скорость (10м)       | Все победы Жонга                            |
| 3       | Арко-2011      | скорость (командная) | Финал скорости                              |
| 2       | Арко-2011      | скорость             | Финал скорости                              |
| 12      | Париж-2012     | скорость             | Трансляция финала                           |
| 2       | Хихон-2014     | скорость             | Финал скорости                              |
| 6       | Париж-2016     | скорость             | Финал скорости                              |
| 3       | Инсбрук-2018   | скорость             | Мои финальные забеги                        |
| \| 3 \| | Хатиодзи-2019  | скорость             | https://www.youtube.com/watch?v=y9ZQj3758mw |
| 3       |                |                      |                                             |

| 3 |

| Место | Чемпионат Европы | Дисциплина | Ссылка            |
| ----- | ---------------- | ---------- | ----------------- |
| 2     | Имст-2010        | скорость   | Финал скорости    |
| 16    | Шамони-2013      | скорость   | Трансляция финала |
| 5     | Шамони-2015      | скорость   | Трансляция финала |
| 3     | Кампителло-2017  | скорость   | Бронзовый забег   |

| Место | Всемирные игры | Дисциплина | Ссылка                                      |
| ----- | -------------- | ---------- | ------------------------------------------- |
| 2     | Кали-2013      | скорость   | Забег за бронзу и золото Всемирных игр-2013 |
| 3     | Вроцлав-2017   | скорость   | Забег за бронзу                             |

## Кубки мира
| Кубок мира 2008. Общий зачет | Кубок мира 2008. Общий зачет | Тренто             | Кингхай  | Шамони   | Даон     | Пурс     | Москва   |          |        |
| Место                        | Очков                        | Классика           | Эталон   | Эталон   | Классика | Классика | Классика |          |        |
| 35                           | 28                           | -                  | -        | -        | -        | -        | 12       |          |        |
| Кубок мира 2009. Общий зачет | Кубок мира 2009. Общий зачет | Тарнов             | Тренто   | Шамони   | Даон     |          |          |          |        |
| Место                        | Очков                        | Классика           | Эталон   | Эталон   | Классика |          |          |          |        |
| 6                            | 160                          | 16                 | 4        | 10       | 5        |          |          |          |        |
| Кубок мира 2010. Общий зачет | Кубок мира 2010. Общий зачет | Тренто             | Москва   | Шамони   | Даон     | Синин    | Чунчеон  | Хуайджи  |        |
| Место                        | Очков                        | Эталон             | Классика | Эталон   | Классика | Эталон   | Эталон   | Эталон   |        |
| 1                            | 455                          | 2                  | 1        | 3        | 1        | 4        | 4        | 7        |        |
| Кубок мира 2011. Общий зачет | Кубок мира 2011. Общий зачет | Милан              | Шамони   | Даон     | Синин    | Чанджи   |          |          |        |
| Место                        | Очков                        | Эталон             | Эталон   | Классика | Эталон   | Эталон   |          |          |        |
| 6                            | 228                          | 8                  | 8        | 1        | 12       | 16       |          |          |        |
| Кубок мира 2012. Общий зачет | Кубок мира 2012. Общий зачет | Чунцин             | Шамони   | Даон     | Арко     | Синин    | Мокпо    |          |        |
| Место                        | Очков                        | Эталон             | Эталон   | Классика | Эталон   | Эталон   | Эталон   |          |        |
| 1                            | 361                          | 13                 | 1        | 5        | 4        | 1        | 4        |          |        |
| Кубок мира 2013. Общий зачет | Кубок мира 2013. Общий зачет | Чунцин             | Баку     | Арко     | Пермь    | Мокпо    | Хайянг   | Вуджианг |        |
| Место                        | Очков                        | Эталон             | Эталон   | Эталон   | Эталон   | Эталон   | Эталон   | Эталон   |        |
| 1                            | 510                          | 1                  | 1        | 3        | 13       | 3        | 2        | 1        |        |
| Кубок мира 2014. Общий зачет | Кубок мира 2014. Общий зачет | Чунцин             | Баку     | Хайянг   | Шамони   | Арко     | Мокпо    | Вуджианг |        |
| Место                        | Очков                        | Эталон             | Эталон   | Эталон   | Эталон   | Эталон   | Эталон   | Эталон   |        |
| 6                            | 339                          | 1                  | 6        | 6        | 16       | 6        | 7        | 4        |        |
| Кубок мира 2015. Общий зачет | Кубок мира 2015. Общий зачет | Центральный Саанич | Чунцин   | Хайянг   | Шамони   | Вуджианг |          |          |        |
| Место                        | Очков                        | Эталон             | Эталон   | Эталон   | Эталон   | Эталон   |          |          |        |
| 8                            | 169                          | -                  | 12       | 4        | 7        | 7        |          |          |        |
| Кубок мира 2016. Общий зачет | Кубок мира 2016. Общий зачет | Чунцин             | Нанкин   | Шамони   | Виллар   | Арко     | Вуджианг | Сямэнь   |        |
| Место                        | Очков                        | Эталон             | Эталон   | Эталон   | Эталон   | Эталон   | Эталон   | Эталон   |        |
| 2                            | 366                          | 8                  | 4        | 4        | 3        | 10       | 5        | 1        |        |
| Кубок мира 2017. Общий зачет | Кубок мира 2017. Общий зачет | Чунцин             | Нанкин   | Виллар   | Арко     | Эдинбург | Вуджианг | Сямэнь   |        |
| Место                        | Очков                        | Эталон             | Эталон   | Эталон   | Эталон   | Эталон   | Эталон   | Эталон   |        |
| 5                            | 331                          | 2                  | 13       | 2        | 9        | 2        | 12       | 15       |        |
| Кубок мира 2018. Общий зачет | Кубок мира 2018. Общий зачет | Москва             | Чунцин   | Тайань   | Виллар   | Шамони   | Арко     | Вуджианг | Сямэнь |
| Место                        | Очков                        | Эталон             | Эталон   | Эталон   | Эталон   | Эталон   | Эталон   | Эталон   | Эталон |
| 11                           | 219                          | 11                 | 8        | 5        | 12       | 13       | 10       | 22       | 32     |
| Кубок мира 2019. Общий зачет | Кубок мира 2019. Общий зачет | Москва             | Чунцин   | Вуджианг | Виллар   | Шамони   | Сямэнь   |          |        |
| Место                        | Очков                        | Эталон             | Эталон   | Эталон   | Эталон   | Эталон   | Эталон   |          |        |
| 19                           | 102                          | 10                 | 19       | -        | 18       | 12       | 21       |          |        |

## Различные старты
| Место | Международные турниры                                 | Дисциплина |
| ----- | ----------------------------------------------------- | ---------- |
| 2     | Rock Master, Арко-2010 (Италия)                       | Скорость   |
| 2     | Rock Master, Джинджанг-2010 (Китай)                   | Скорость   |
| 2     | Rock Master, Джинджанг-2011 (Китай)                   | Скорость   |
| 2     | Fajr Master, Занжанг-2012 (Иран)                      | Скорость   |
| 1     | Germany Cup, Мюнхен-2012 (Германия)                   | Скорость   |
| 1     | UAE Cup, Дубай-2014 (ОАЭ)                             | Скорость   |
| 2     | Чемпионат США, Лос-Анджелес-2014 (США)                | Скорость   |
| 3     | Чемпионат Киргизии, Бишкек-2014 (Киргизия)            | Скорость   |
| 2     | Kia X-Games, Шанхай-2015 (Китай)                      | Скорость   |
| 1     | Кубок Синина, Синин-2015 (Китай)                      | Скорость   |
| 3     | Студенческий чемпионат Европы, Катовица-2015 (Польша) | Скорость   |
| 4     | Кубок Синина, Синин-2016 (Китай)                      | Скорость   |
| 1     | Студенческий чемпионат мира, Шанхай-2016 (Китай)      | Скорость   |
| 3     | Speed Stars, Токио-2017 (Япония)                      | Скорость   |
| 6     | China Open, Гуанчжоу-2017 (Китай)                     | Скорость   |
| 1     | Speed Stars, Токио-2018 (Япония)                      | Скорость   |
| 2     | Кубок Нинбо, Нинбо-2018 (Китай)                       | Скорость   |
| 3     | Кубок Аншуна, Аншун-2018 (Китай)                      | Скорость   |
| 9     | China Open, Гуанчжоу-2018 (Китай)                     | Скорость   |
| 3     | Psicobloc,Монреаль-2019 (Канада)                      | Скорость   |
| 5     | Rio Cup-2020, Рио-де-Жанейро (Бразилия)               | Скорость   |

| Медаль  | Первенство мира         | Дисциплина |
| ------- | ----------------------- | ---------- |
| 4 место | Ибарра-2007 (Эквадор)   | Скорость   |
| 5 место | Сидней-2008 (Австралия) | Скорость   |
| 3 место | Валенс-2009 (Франция)   | Скорость   |

| Место | Российские соревнования                          | Дисциплина                     |  |
| ----- | ------------------------------------------------ | ------------------------------ |  |
| 3     | Этап кубка России, Воронеж-2009                  | Скорость (классика)            |  |
| 1     | Этап кубка России, Воронеж-2011                  | Скорость (эталон 9 метров)     |  |
| 1     | Этап кубка России, Красноярск-2011               | Скорость (классика)            |  |
| 1     | Всероссийские соревнования, Красноярск-2011      | Скорость (на рекорд 15 метров) |  |
| 3     | Этап кубка России, Нижний-Тагил-2012             | Скорость (эталон 9 метров)     |  |
| 1     | Этап кубка России, Санкт-Петербург-2012          | Скорость (эталон 12 метров)    |  |
| 2     | Этап кубка России, Санкт-Петербург-2012          | Скорость (эталон 12 метров)    |  |
| 1     | Этап кубка России, Москва-2014                   | Скорость (эталон)              |  |
| 2     | Всероссийские соревнования, Москва-2014          | Скорость (классика)            |  |
| 1     | Студенческий чемпионат России, Екатеринбург-2016 | Скорость (классика)            |  |
| 1     | Студенческий чемпионат России, Екатеринбург-2016 | Скорость (эталон)              |  |

## Интервью и публикации
- Станислав Кокорин - русский ниндзя!
- Станислав Кокорин - пятикратный призер чемпионатов мира!
- «Не хочу выступать в олимпийском многоборье»
- «Я придерживаюсь реалистичных вещей. И кофе не пью»
- «С женой я снова встал на ноги и стал конкурентоспособный»
- «О сезоне 2016»
- «Мне говорили: «Зачем тебе конкуренция? Ты же будешь проигрывать»
- Станислав Кокорин занял 27 место в TOP100 выдающихся людей Тюмени
- Станислав Кокорин: «После победы в Китае появились слезы…»
- Станислав Кокорин — лучший в Китае!
- Станислав Кокорин — чемпион мира среди студентов!
- Новую стрижку нашел в интернете
- Станислав Кокорин: «Хотелось создать скалолазную тусовку»
- Готовы бороться за Олимпиаду-2020
- Интервью Станислава Кокорина перед ЭКР-2015 в Москве
- Фестиваль в Яншо. Наши в Китае!
- Интервью Станислава Кокорина. Бронза студенческого чемпионат Европы!
- Кокорин — чемпион России-2015!
- Победа и быстрые секунды Станислава Кокорина на чемпионате Тюменской области
- Перед сезоном 2015
- Серебро Чемпионата мира — задача на 2014 год выполнена!
- Интервью Станислава Кокорина после 1-го этапа в Чунцин-2014
- О скалолазании в США.
- Станислав Кокорин завоевал серебро чемпионата США в Лос-Анджелесе
- Станислав Кокорин — самый быстрый скалолаз
- Большое интервью Станислава Кокорина
- Станислав Кокорин стал 2-кратным обладателем кубка мира
- Интервью Станислава Кокорина после победы в большом кубке мира-2010